# Музыкальная трагедия
Лирическая трагедия (фр. tragédie lyrique), или музыкальная трагедия (фр. tragédie en musique; буквально: «трагедия, положенная на музыку») — жанр французской оперы второй половины XVII — середины XVIII века. Его становление и расцвет связаны с творчеством Жана-Батиста Люлли и его постоянного либреттиста Филиппа Кино. Благодаря Люлли опера заняла главенствующее место во французской музыке. Вторым по значимости автором лирических трагедий считается Жан-Филипп Рамо.
По традиции классицизма лирические трагедии основаны на сюжетах из греко-римской мифологии или же на ренессансном эпосе Тассо и Ариосто. Сюжеты не обязательно заканчиваются трагедией — большинство, напротив, имеют благополучный финал, — но их атмосфера неизменно пронизана благородством и величавой торжественностью. Стандартная опера этого жанра состоит из пяти актов, причём ранние образчики предварялись аллегорическим прологом (который во времена Людовика XIV прославлял доблесть короля и его военные подвиги). Каждый из пяти актов следует базовой структуре: начинается с арии, где один из главных героев выражает свои чувства, затем следует речитатив с диалогами, перемежающимися короткими ариями (petits airs), которые развивают основной сюжет. Каждый акт завершается divertissement — масштабной сценой с участием хора и балетной труппы. Композиторы иногда меняли порядок этих элементов внутри акта, чтобы усилить драматический эффект.

## Терминология
Принятый в русскоязычной литературе термин «лирическая трагедия» представляет собой буквальный, но неточный по смыслу перевод: определение «lyrique» во Франции использовалось в античном смысле — «музыкально-поэтическая». Уточнения «лирическая» и «музыкальная» требовались для различения этого жанра от классицистской трагедии в драматическом театре, с которой tragédie lyrique была тесно связана.

## История

### Предпосылки появления нового жанра
Как и другие европейские страны, Франция XVII века в области музыки испытала сильнейшее итальянское влияние, но, в отличие от Англии или Германии, в 1670—1680 годах здесь создан свой национальный оперный стиль, в корне отличавшийся от оперы-сериа. Во второй половине века французские музыканты, ранее учившиеся у итальянцев, стали соперничать с ними наравне. Изменения в музыкальной жизни страны были тесно связаны с политическими событиями. Король Людовик XIV, ставший после смерти Мазарини полноправным абсолютным монархом, стремился к тому, чтобы Франция первенствовала во всём, в том числе и в музыке.
Музыкальная (лирическая) трагедия явилась результатом слияния элементов придворного (королевского) французского балета, пасторали, работы сценических механизмов барочного театра, комедии-балета и оперы-балета. Ее создатели — Люлли и Кино поставили себе целью сделать из нее такой же престижный жанр, как классическая трагедия Корнеля и Расина, достигшая наивысшего расцвета к 1670-м годам. Одним из стимулов к появлению нового жанра стало то обстоятельство, что король Людовик XIV, участвовавший в течение почти двадцати лет (1651—1670) в королевских балетах и заслуживший репутацию профессионального танцора, прекратил выступать. Люлли, главный композитор короля, обратился к новому музыкальному жанру, который должен был сменить королевский балет в качестве средства репрезентации королевской власти.
С середины XVII века во французскую драму вводится музыка. Так, например, «Андромеда» Корнеля была поставлена во дворце Пти-Бурбон с музыкой д'Асусси (1650). Однако, у Корнеля музыка сопровождает наиболее эффектные эпизоды в плане сценографии, не вторгаясь в диалоги персонажей, чтобы, по замыслу драматурга, не мешать словам, призванным донести до зрителя смысл действия. Филипп Кино, в свою очередь, пишет «Комедию без комедии» из пяти частей: пролога, пасторали, комедии, трагедии и лирической драмы. Создавая новый драматический стиль, французские композиторы, раскрывая внутренний мир персонажей, обратились к песне, как музыкальной форме, наиболее подходящей для театрального действия, и диалогу. До того времени считалось, что настоящая трагедия должна была служить для выражения исключительно «героических чувств» и для неё приемлем лишь александрийский стих.
Балет — главное развлечение французского королевского двора, совершенствуясь, достигает своего расцвета при Луи де Моллье. Придворный балет не имеет драматического действия, но все его номера вписаны в рамки единого сюжета, постановки спектаклей отличались невероятной пышностью, а высокопоставленные танцоры отличались высокой техникой исполнения. Все это создало европейскую славу балетной школы Франции. В конечном итоге балет получил главное место в опере, и это обстоятельство станет отличительной чертой французской музыкальной трагедии .

### Королевская академия музыки
Создание французской лирической трагедии — целиком и полностью заслуга Жана Батиста Люлли — сюринтенданта музыки при дворе Людовика XIV. Однако самой первой французской лирической комедией считается сочинение поэта Пьера Перрена «Пастораль на музыке, или Иссийская опера», поставленная в замке Исси в 1659 году. Музыку к ней написал Робер Камбер. Сюжет был подсказан Перрену нунцием папы Иннокентия в Париже кардиналом делла Ровере. Делла Ровере также порекомендовал Камбера, бывшего в то время органистом церкви Сент-Оноре. Замок Исси, принадлежавший графам д’Э, был избран как место спектакля, чтобы избежать большого стечения публики. Как отмечает Ромен Роллан, обстоятельства премьеры напоминали постановку «Дафны» Пери в доме Барди, осуществлённую Флорентийской камератой. Строго говоря, определение «опера» не подходит этому произведению: четырнадцать сцен «Пасторали» — это четырнадцать песен, слабо связанные между собой драматургически, но долженствующие представить «различные душевные переживания». После премьеры Перрен в своём отчете делла Ровере описал триумф «Пасторали», подчеркнув, что некоторые зрители в появлении этого произведения увидели победу французского языка. Произведение Перрена — Камбера было сыграно и для молодого короля в Венсеннском замке. Впоследствии «Пастораль» была очень популярна и неоднократно ставилась, на волне её успеха Камбер стал музыкальным интендантом Анны Австрийской, а Перрен 28 июня 1669 года получил патент на открытие Королевской Академии музыки. Перрен получал монопольное право открывать академии музыки на всей территории Франции и осуществлять оперные постановки на французском языке «по итальянскому образцу».
Первым спектаклем Королевской академии музыки стало представление сочинения Перрена «Помона» (музыка Камбера), состоявшееся 19 марта 1671 года. «Помона» имела большой успех, однако это не помогло Перрену, не обладавшему сколько-нибудь значительными деловыми качествами, он потерпел финансовый крах и быстро утратил право на монополию. Патент на постановку оперных спектаклей король вскоре передал Люлли, не только талантливому композитору, но практичному дельцу, умелому организатору и осмотрительному придворному.

### Жан Батист Люлли
Сюжет музыкальной трагедии как правило строился на основе античной мифологии или героико-романтических эпосов (Тассо и Ариосто). Стандартная музыкальная трагедия состоит из пяти актов, как и трагедия театральная, и предваряется аллегорическим прологом. При жизни короля Людовика XIV в прологе воспевались благородные качества монарха. Каждый из пяти актов открывался большой арией, в которой один из главных героев выражал свои чувства, основное действие продолжалось речитативными диалогами с вкраплениями коротких арий. Как в своё время и участники Флорентийской камераты, Люлли положил в основу французской оперы музыкальную декламацию, оперный речитатив, которому отводилась важная роль. Разрабатывая его, Люлли обратился к традиции французской сценической декламации. Известно, что он стремился воспроизвести, к примеру, сценическую речь актрисы Мари Шанмеле, известной исполнением ролей в трагедиях Расина. Однако, если Флорентийская камерата стремилась к возрождению того, что представлялось в ту эпоху подлинной античной трагедией, музыкальная трагедия Люлли восходила не к античным образцам, а к их преломлению в творчестве Расина.
Люлли не просто копировал декламацию трагедийных актёров. Использовав характерные для неё черты, он взял за основу итальянский оперный речитатив середины XVII века, ещё сохранявший мелодичность и, с уклоном в сторону декламации, создал речитатив музыкальной трагедии, основу французской оперы. Впоследствии развитие речитатива в итальянской и французской оперы шло в различных направлениях. Речитатив итальянский утратил мелодичность, стал сухим, уступив главное место в опере-сериа богато инструментализированной арии — музыка доминировала над словом, она стала средством выражения внутренних переживаний героев. Французский же «речитативно-ариозный» стиль стал основой национальной оперы, большую часть действия занимало речитативное пение: текст обязательно должен был быть услышан и понят зрителем. Мелодия более выражена, сопровождает всё действие, подобно непрерывным мелодиям опер Вагнера.
Акт музыкальной трагедии завершался дивертисментом с хором и балетными танцами. В отличие от итальянской оперы, где главенствующая роль отводилась музыке и особенно вокалу — соло или в ансамбле, в лирической трагедии особое внимание уделялось созданию представления, в котором в равной степени важны были все его составляющие: музыка, текст, исполнительское и актёрское мастерство, танцы, оформление представления, сценические эффекты. Важное значение придавалось хору, состоящему из второстепенных персонажей. 
Несмотря на то, что создатели жанра ориентировались на трагедии Корнеля и Расина, музыкальная трагедия явление не столько классицизма, сколько барочного театра. Французская трагедия, черпавшая сюжеты по большей части из античной истории, отличалась сдержанной суровостью сценографии, для оперы Люлли избрал сказочно-мифологическое направление и соответствующую ему зрелищность, внешнюю декоративность, сценические эффекты, призванные изобразить чудеса, происходящие по ходу действия. Балетные номера, ушедшие со временем из итальянской оперы, стали важнейшей частью лирической трагедии.
В то же время Люлли избежал барочной невнятицы действия: композиция его произведений всегда стройна, между плавными вокальными речитативными партиями и яркими самодостаточными формами сценического искусства — танцем, маршем, хором, он выстраивает гармоничное равновесие. Увертюра люллистской оперы, порождение придворного балета, собственно противопоставление двух разных по характеру танцев — паваны и гальярды, символизирует парадный выход короля и его свиты. Речитатив отвечал за индивидуальный мир персонажей, а оркестровые и хоровые партии, балетные номера создавали внешнюю среду драматического действия, воплощали явления природы, празднования каких-либо событий, в них также выражалось восприятие происходящего. В этом смысле Люлли, в отличие от современных ему итальянских композиторов, опередил своё время, предвосхитив то, что потом станет основой большой оперы — репрезентативная (в определении Брянцевой) музыкальная часть станет полноправной составляющей оперной партитуры. Формально опера Люлли своей уравновешенностью как общей структуры, так и её частей решена в классицизирующем стиле. Все музыкально-сценические элементы были подчинены идее акцентирования особенностей каждого из них контрастным сопоставлением: сольные арии фланкировались хоровыми партиями, балетные выходы обрамляли air dansée (танцевальный напев) и т. д. при этом построение композиции по принципу противоположностей всегда ярко выражено для зрителя.  
Большое количество танцевальных эпизодов требовало качественного преобразования исполнительской манеры оркестра. Чтобы достигнуть особой выразительности требовалась безусловная слаженность в игре между всеми оркестрантами и их подчинения ведущему.
Начиная с первой лирической трагедии — «Кадма и Гермионы» (1673) — , Люлли каждый год создавал и ставил новое произведение этого жанра, в их число входят: «Альцеста» (1674), «Тезей» (1675), «Атис» (1676), «Изида» (1677), «Психея» (1678), «Беллерофонт» (1679), «Прозерпина» (1680), «Персей» (1682), «Фаэтон» (1683), «Амадис» (1684), «Роланд» (1685) и «Армида» (1686). Работа над «Ахиллом и Поликсеной» (1687) стала последней для Люлли, оперу уже после его смерти закончил ученик композитора Паскаль Колас.

### Период упадка
Упадок лирической трагедии начался после смерти Люлли, а вслед за ним и Кино. Самому жанру лирической трагедии предстояло просуществовать около века, со смертью его основателей она вошла в полосу упадка, продолжавшуюся около пятидесяти лет. Сыграла свою роль и потеря интереса к театру со стороны Людовика XIV. Ни одному из авторов лирических трагедий, поставленных в период с 1688 по 1715 год в Парижской опере (всего состоялось шестьдесят четыре постановки произведений двадцати композиторов и двадцати четырех либреттистов), не удалось повторить успех Люлли—Кино. Лишь несколько сочинений Кампра и Детуша получили благосклонные отзывы. 
Уход Люлли, жесткого организатора, сторонника строгой дисциплины, сказалось и на исполнительском мастерстве певцов и танцоров. В содержании новых лирических произведений героико-эпический элемент быстро уступал галантным похождениям, что отвечало новым запросам зрителей — принцев, родственников короля, представителей так называемых «малых дворов» и подражающей им богатой буржуазии. Развился и стал занимать ведущие позиции на французской сцене новый жанр — опера-балет, более соответствующий вкусам аристократической публики, исповедующей гедонистический образ жизни.
Предпринимались единичные попытки обновления лирической трагедии, но это не помогло вернуть ей былое значение и зрительский интерес.

### Обновление жанра у Рамо
Новый этап в развитии музыкальной трагедии связан с деятельностью Ж. Ф. Рамо. Композитору удалось возродить консервативную, быстро изжившую себя музыкальную драму, новыми музыкальными идеями. Своё первое большое произведение («Ипполит и Арисия») для Королевской академии музыки, имевшей монополию на постановку музыкальных трагедий, Рамо создал в пятьдесят лет. Он пришел в оперу, имея опыт сочинения произведений для солистов, кантат, мотетов, работы с хоровыми и оркестровыми партиями. Однако главным достижением композитора до его работы в жанре оперы считаются пьесы для клавесина, составившие три сборника. В отличие от камерных произведений Франсуа Куперена с 1730-х годов пьесы Рамо отличаются особой театральностью, широкими обобщениями, динамизмом. Таким образом Рамо вошёл в главное направление музыкального инструментализма, развивавшегося в Европе, по-своему восприняв итальянское влияние — прежде всего, Вивальди. Через своё клавесинное творчество Рамо пришёл к развитым оркестровым партитурам, непривычным для оперных слушателей того времени. Его музыкальные трагедии обрели как и верных поклонников, так и противников среди приверженцев люллистской оперы.
Уже первая проба пера Рамо в жанре лирической трагедии разбила зрителей на две партии — рамистов и люллистов. Последние, приверженцы «чистой» национальной оперы в традициях Люлли обвиняли Рамо в её разрушении. Развитые оркестровые партии, создаваемые Рамо для своих лирических трагедий, воспринимались люллистами лишь как «шумные аккомпанементы», которые, по их мнению, мешали зрителям вникать в суть происходящего на сцене.